# Лопатино (Себежское)
Лопатино — деревня в Себежском районе Псковской области России. Входит в состав сельского поселения Себежское. Фактически урочище.

## География
Находится на юго-западе региона, в северной части района, в обезлесенной местности около реки Веть.
Уличная сеть не развита.

## История
В XIX веке земли поселения Лапатина входили входили в состав Псковской губернии.
В 1941—1944 гг. местность находилась под фашистской оккупацией войсками Гитлеровской Германии. Фашисты в июне 1943 года сожгли деревню
До 1995 года деревня входила в Томсинский сельсовет. Постановлением Псковского областного Собрания депутатов от 26 января 1995 года все сельсоветы в Псковской области были переименованы в волости и деревня стала частью Томсинской волости.
Законом Псковской области от 3 июня 2010 года Томсинская волость была упразднена и путём объединения с Глембочинской, Долосчанской, Дубровской и Лавровской волостями к 1 июля 2010 года было образовано новое муниципальное образование «Себежское», куда и вошла деревня Лопатино.

## Население
| 2001 | 2002 | 2010 |
| ---- | ---- | ---- |
| 0    | →0   | →0   |

## Инфраструктура
Личное подсобное хозяйство.

## Транспорт
Деревня доступна по просёлочным дорогам.